# هاشم حجازی‌فر
هاشم حجازی‌فر (زادهٔ ۱۳۲۱ در ماکو) نمایندهٔ حوزهٔ انتخابیهٔ خوی در دورهٔ هفتم مجلس شورای اسلامی بوده‌است. وی پیش‌تر در دورهٔ سوم نیز عضو این مجلس بود.